# Pârâul Tonii
Pârâul Tonii este un curs de apă, afluent al râului Pianu. 